# Anıl Tetik
Anıl Tetik (* 10. Juni 1990 in Istanbul) ist ein türkischer Schauspieler.

## Leben und Karriere
Tetik wurde am 1. Juli 1990 in Istanbul geboren. Er studierte an der Kadir Has Üniversitesi. Danach setzte er sein Studim an der Haliç Üniversitesi fort. 2012 nahm er an der Sendung Survivor Türkiye teil. Im selben Jahr bekam er eine Rolle in der Serie Alemin Kıralı. Seine erste Hauptrolle bekam Tetik 2019 in der Serie Tek Yürek. Unter anderem spielte er 2018 in dem Film Görevimiz Tatil mit. Außerdem trat er 2020 in Sol Yanım auf. Anschließend war er 2021 in Savaşçı zu sehen. 2022 wurde Tetik für die Serie Üç Kız Kardeş gecastet.

## Filmografie
Filme
- 2016: Görümce
- 2018: Görevimiz Tatil
- 2020: Feride
- 2022: Çakallarla Dans 6

Serien
- 2012: Alemin Kıralı
- 2016–2017: Hayat Bazen Tatlıdır
- 2017–2018: Kızlarım İçi
- 2019: Tek Yürek
- 2020: Sol Yanım
- 2021: Savaşçı
- 2021: Rol Kes
- 2022: Üç Kız Kardeş

Sendung
- 2012: Survivor 2012
- 2015: Survivor All Star
- 2016: Survivor Panorama